# Cyttaria hariotii
Cyttaria hariotii is de meest voorkomende paddenstoel uit het geslacht Cyttaria. Het geslacht telt een 15-tal soorten.
C. hariotii heeft een zeer typisch en opvallend uiterlijk. De bolvormige vruchtlichamen zijn lichtgeel gekleurd. Ze groeien meestal in opeengepakte groepen op takken van bomen. Naarmate zij groeien kunnen de vruchtlichamen donkeroranje vlekken gaan vertonen. Deze kunnen mettertijd uitstulpingen vormen, die bepaalde turbulente luchtstromingen veroorzaken. Hierdoor kunnen de sporen veel efficiënter verspreid worden.